# Peons lligats
|   | a | b | c | d | e | f | g | h |   |
| 8 | a5 blanques peó · b5 blanques peó · e5 blanques peó · h5 blanques peó · c4 blanques peó · g4 blanques peó · e3 blanques peó | a5 blanques peó · b5 blanques peó · e5 blanques peó · h5 blanques peó · c4 blanques peó · g4 blanques peó · e3 blanques peó | a5 blanques peó · b5 blanques peó · e5 blanques peó · h5 blanques peó · c4 blanques peó · g4 blanques peó · e3 blanques peó | a5 blanques peó · b5 blanques peó · e5 blanques peó · h5 blanques peó · c4 blanques peó · g4 blanques peó · e3 blanques peó | a5 blanques peó · b5 blanques peó · e5 blanques peó · h5 blanques peó · c4 blanques peó · g4 blanques peó · e3 blanques peó | a5 blanques peó · b5 blanques peó · e5 blanques peó · h5 blanques peó · c4 blanques peó · g4 blanques peó · e3 blanques peó | a5 blanques peó · b5 blanques peó · e5 blanques peó · h5 blanques peó · c4 blanques peó · g4 blanques peó · e3 blanques peó | a5 blanques peó · b5 blanques peó · e5 blanques peó · h5 blanques peó · c4 blanques peó · g4 blanques peó · e3 blanques peó | 8 |
| 7 | a5 blanques peó · b5 blanques peó · e5 blanques peó · h5 blanques peó · c4 blanques peó · g4 blanques peó · e3 blanques peó | a5 blanques peó · b5 blanques peó · e5 blanques peó · h5 blanques peó · c4 blanques peó · g4 blanques peó · e3 blanques peó | a5 blanques peó · b5 blanques peó · e5 blanques peó · h5 blanques peó · c4 blanques peó · g4 blanques peó · e3 blanques peó | a5 blanques peó · b5 blanques peó · e5 blanques peó · h5 blanques peó · c4 blanques peó · g4 blanques peó · e3 blanques peó | a5 blanques peó · b5 blanques peó · e5 blanques peó · h5 blanques peó · c4 blanques peó · g4 blanques peó · e3 blanques peó | a5 blanques peó · b5 blanques peó · e5 blanques peó · h5 blanques peó · c4 blanques peó · g4 blanques peó · e3 blanques peó | a5 blanques peó · b5 blanques peó · e5 blanques peó · h5 blanques peó · c4 blanques peó · g4 blanques peó · e3 blanques peó | a5 blanques peó · b5 blanques peó · e5 blanques peó · h5 blanques peó · c4 blanques peó · g4 blanques peó · e3 blanques peó | 7 |
| 6 | a5 blanques peó · b5 blanques peó · e5 blanques peó · h5 blanques peó · c4 blanques peó · g4 blanques peó · e3 blanques peó | a5 blanques peó · b5 blanques peó · e5 blanques peó · h5 blanques peó · c4 blanques peó · g4 blanques peó · e3 blanques peó | a5 blanques peó · b5 blanques peó · e5 blanques peó · h5 blanques peó · c4 blanques peó · g4 blanques peó · e3 blanques peó | a5 blanques peó · b5 blanques peó · e5 blanques peó · h5 blanques peó · c4 blanques peó · g4 blanques peó · e3 blanques peó | a5 blanques peó · b5 blanques peó · e5 blanques peó · h5 blanques peó · c4 blanques peó · g4 blanques peó · e3 blanques peó | a5 blanques peó · b5 blanques peó · e5 blanques peó · h5 blanques peó · c4 blanques peó · g4 blanques peó · e3 blanques peó | a5 blanques peó · b5 blanques peó · e5 blanques peó · h5 blanques peó · c4 blanques peó · g4 blanques peó · e3 blanques peó | a5 blanques peó · b5 blanques peó · e5 blanques peó · h5 blanques peó · c4 blanques peó · g4 blanques peó · e3 blanques peó | 6 |
| 5 | a5 blanques peó · b5 blanques peó · e5 blanques peó · h5 blanques peó · c4 blanques peó · g4 blanques peó · e3 blanques peó | a5 blanques peó · b5 blanques peó · e5 blanques peó · h5 blanques peó · c4 blanques peó · g4 blanques peó · e3 blanques peó | a5 blanques peó · b5 blanques peó · e5 blanques peó · h5 blanques peó · c4 blanques peó · g4 blanques peó · e3 blanques peó | a5 blanques peó · b5 blanques peó · e5 blanques peó · h5 blanques peó · c4 blanques peó · g4 blanques peó · e3 blanques peó | a5 blanques peó · b5 blanques peó · e5 blanques peó · h5 blanques peó · c4 blanques peó · g4 blanques peó · e3 blanques peó | a5 blanques peó · b5 blanques peó · e5 blanques peó · h5 blanques peó · c4 blanques peó · g4 blanques peó · e3 blanques peó | a5 blanques peó · b5 blanques peó · e5 blanques peó · h5 blanques peó · c4 blanques peó · g4 blanques peó · e3 blanques peó | a5 blanques peó · b5 blanques peó · e5 blanques peó · h5 blanques peó · c4 blanques peó · g4 blanques peó · e3 blanques peó | 5 |
| 4 | a5 blanques peó · b5 blanques peó · e5 blanques peó · h5 blanques peó · c4 blanques peó · g4 blanques peó · e3 blanques peó | a5 blanques peó · b5 blanques peó · e5 blanques peó · h5 blanques peó · c4 blanques peó · g4 blanques peó · e3 blanques peó | a5 blanques peó · b5 blanques peó · e5 blanques peó · h5 blanques peó · c4 blanques peó · g4 blanques peó · e3 blanques peó | a5 blanques peó · b5 blanques peó · e5 blanques peó · h5 blanques peó · c4 blanques peó · g4 blanques peó · e3 blanques peó | a5 blanques peó · b5 blanques peó · e5 blanques peó · h5 blanques peó · c4 blanques peó · g4 blanques peó · e3 blanques peó | a5 blanques peó · b5 blanques peó · e5 blanques peó · h5 blanques peó · c4 blanques peó · g4 blanques peó · e3 blanques peó | a5 blanques peó · b5 blanques peó · e5 blanques peó · h5 blanques peó · c4 blanques peó · g4 blanques peó · e3 blanques peó | a5 blanques peó · b5 blanques peó · e5 blanques peó · h5 blanques peó · c4 blanques peó · g4 blanques peó · e3 blanques peó | 4 |
| 3 | a5 blanques peó · b5 blanques peó · e5 blanques peó · h5 blanques peó · c4 blanques peó · g4 blanques peó · e3 blanques peó | a5 blanques peó · b5 blanques peó · e5 blanques peó · h5 blanques peó · c4 blanques peó · g4 blanques peó · e3 blanques peó | a5 blanques peó · b5 blanques peó · e5 blanques peó · h5 blanques peó · c4 blanques peó · g4 blanques peó · e3 blanques peó | a5 blanques peó · b5 blanques peó · e5 blanques peó · h5 blanques peó · c4 blanques peó · g4 blanques peó · e3 blanques peó | a5 blanques peó · b5 blanques peó · e5 blanques peó · h5 blanques peó · c4 blanques peó · g4 blanques peó · e3 blanques peó | a5 blanques peó · b5 blanques peó · e5 blanques peó · h5 blanques peó · c4 blanques peó · g4 blanques peó · e3 blanques peó | a5 blanques peó · b5 blanques peó · e5 blanques peó · h5 blanques peó · c4 blanques peó · g4 blanques peó · e3 blanques peó | a5 blanques peó · b5 blanques peó · e5 blanques peó · h5 blanques peó · c4 blanques peó · g4 blanques peó · e3 blanques peó | 3 |
| 2 | a5 blanques peó · b5 blanques peó · e5 blanques peó · h5 blanques peó · c4 blanques peó · g4 blanques peó · e3 blanques peó | a5 blanques peó · b5 blanques peó · e5 blanques peó · h5 blanques peó · c4 blanques peó · g4 blanques peó · e3 blanques peó | a5 blanques peó · b5 blanques peó · e5 blanques peó · h5 blanques peó · c4 blanques peó · g4 blanques peó · e3 blanques peó | a5 blanques peó · b5 blanques peó · e5 blanques peó · h5 blanques peó · c4 blanques peó · g4 blanques peó · e3 blanques peó | a5 blanques peó · b5 blanques peó · e5 blanques peó · h5 blanques peó · c4 blanques peó · g4 blanques peó · e3 blanques peó | a5 blanques peó · b5 blanques peó · e5 blanques peó · h5 blanques peó · c4 blanques peó · g4 blanques peó · e3 blanques peó | a5 blanques peó · b5 blanques peó · e5 blanques peó · h5 blanques peó · c4 blanques peó · g4 blanques peó · e3 blanques peó | a5 blanques peó · b5 blanques peó · e5 blanques peó · h5 blanques peó · c4 blanques peó · g4 blanques peó · e3 blanques peó | 2 |
| 1 | a5 blanques peó · b5 blanques peó · e5 blanques peó · h5 blanques peó · c4 blanques peó · g4 blanques peó · e3 blanques peó | a5 blanques peó · b5 blanques peó · e5 blanques peó · h5 blanques peó · c4 blanques peó · g4 blanques peó · e3 blanques peó | a5 blanques peó · b5 blanques peó · e5 blanques peó · h5 blanques peó · c4 blanques peó · g4 blanques peó · e3 blanques peó | a5 blanques peó · b5 blanques peó · e5 blanques peó · h5 blanques peó · c4 blanques peó · g4 blanques peó · e3 blanques peó | a5 blanques peó · b5 blanques peó · e5 blanques peó · h5 blanques peó · c4 blanques peó · g4 blanques peó · e3 blanques peó | a5 blanques peó · b5 blanques peó · e5 blanques peó · h5 blanques peó · c4 blanques peó · g4 blanques peó · e3 blanques peó | a5 blanques peó · b5 blanques peó · e5 blanques peó · h5 blanques peó · c4 blanques peó · g4 blanques peó · e3 blanques peó | a5 blanques peó · b5 blanques peó · e5 blanques peó · h5 blanques peó · c4 blanques peó · g4 blanques peó · e3 blanques peó | 1 |
|   | a | b | c | d | e | f | g | h |   |

En escacs, peons lligats són dos o més peons del mateix color situats en columnes adjacents. És el concepte contrari al de peó aïllat. Aquests peons són instruments per l'estructura de peons, ja que, quan són diagonalment adjacents, formen una cadena de peons, en què cada peó protegeix el peó que té davant. Per atacar aquesta cadena, l'element més feble és el darrer peó, perquè és el que no està protegit per cap altre peó (Seirawan 2003:186) (Seirawan 2005:92).
Els peons lligats poden ser també passats, és a dir, sense peons rivals davant d'ells, o a les columnes adjacents. En aquest cas, hom s'hi refereix com a peons passats i lligats. Aquests peons acostumen a ser molt forts en el final, especialment si altres peces els donen suport. Sovint el rival ha de sacrificar material per evitar que algun d'aquests peons promocioni.
Els peons passats i lligats són millors que qualssevol altres peons passats, amb l'excepció del final d'alfils de diferent color amb un alfil i dos peons contra un alfil de diferent color. Si els peons no han depassat la seva cinquena fila, la partida és taules, tot i que dos peons molt separats entre ells podrien guanyar.
Dos peons lligats que es trobin a la mateixa fila sense d'altres peons amics en les columnes adjacents, s'anomenen peons penjants.